# Далем Агунг Падангтегал
Далем Агунг Падангтегал (Великий Храм Смерти Падангтегал) — один из трёх индуистских храмов, составляющих храмовый комплекс, расположенный в Святилище Священного Обезьяньего Леса, обычно называемом «Лесом обезьян в Убуде», Падангтегал, Убуд, Бали, Индонезия.
Храм находится в юго-западной части территории Обезьяньего леса и используется для поклонения богу Санг Хьянг Видхи Васа в олицетворении Шивы Преобразователя. Как и другие два храма в комплексе, считается, что он был построен около 1350 года. Храмовый комплекс играет важную роль в духовной жизни местного сообщества.
Территория перед храмом является домашней территорией одной из пяти групп макак-крабоедов в Убуде.

## Галерея

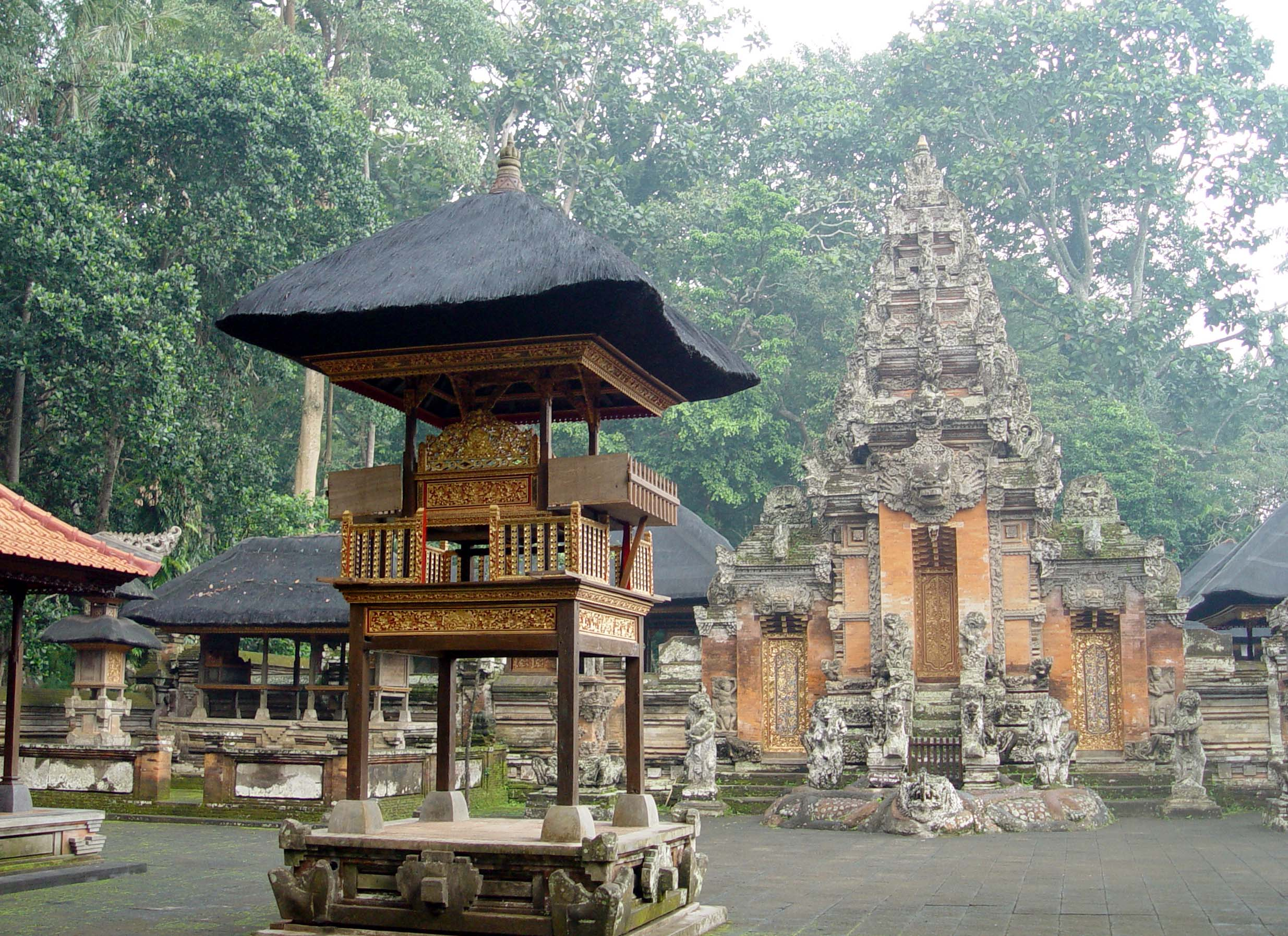
Храм Далем Агунг Падангтегал, Священный Лес Обезьян, Убуд
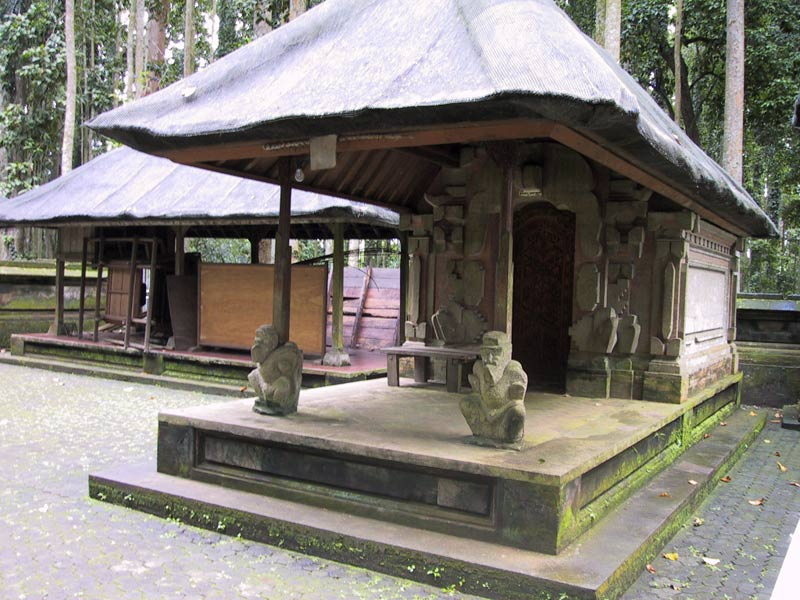
Павильон возле площадки для кремации
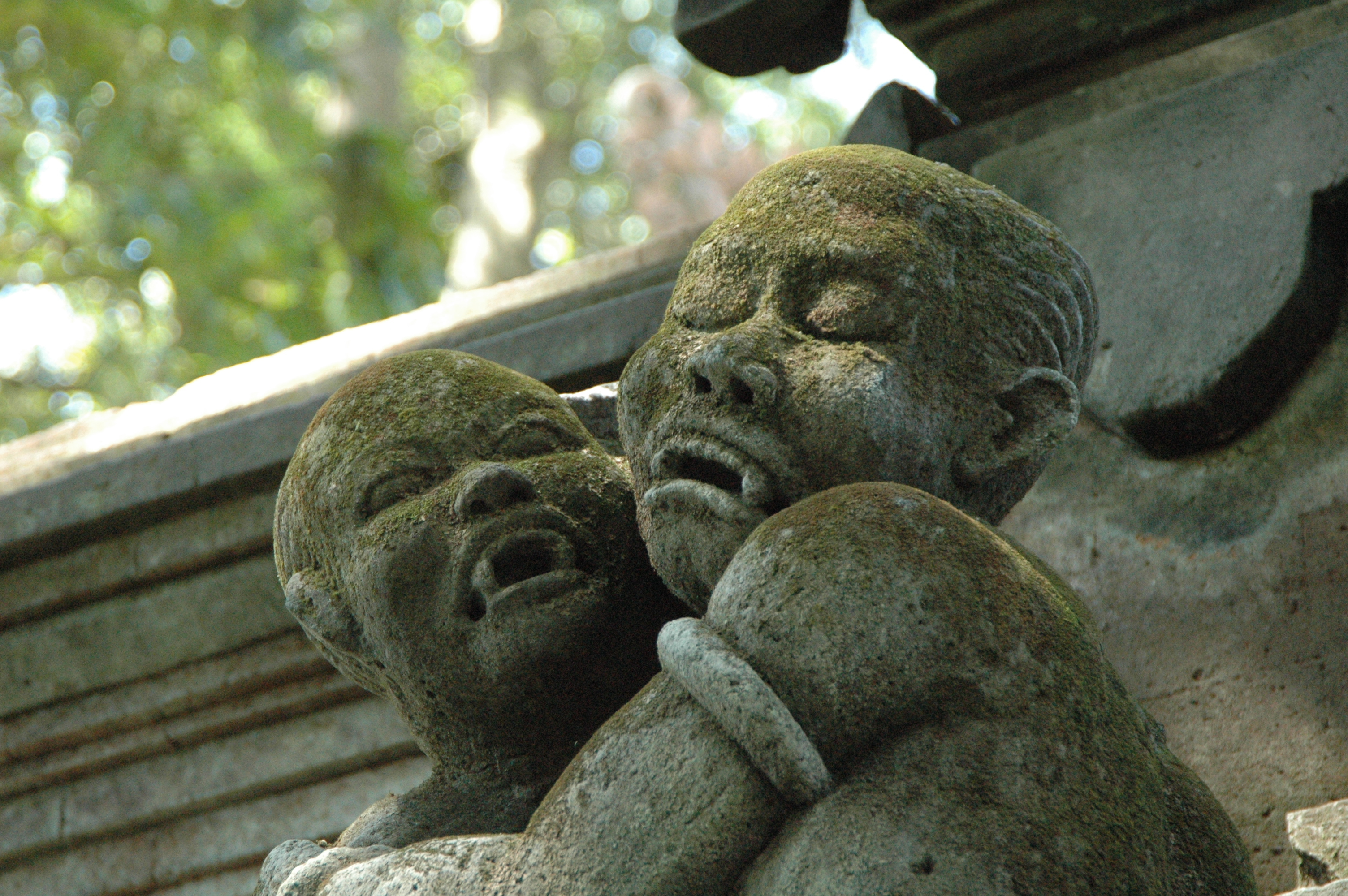
Скульптура «Дети вампиров», украшающая храм Далем Агунг Падангтегал
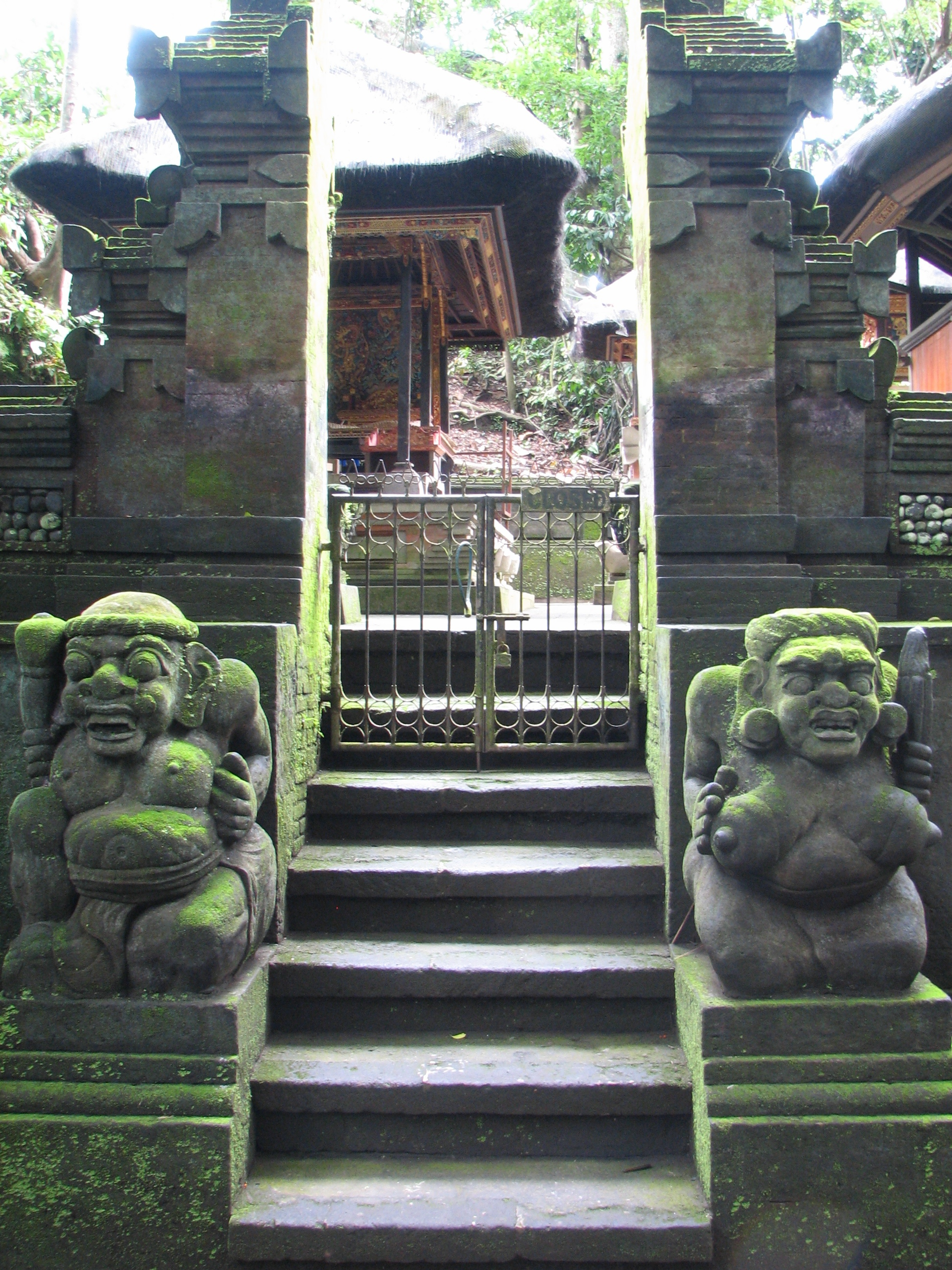
Вход в храм Далем Агунг Падангтегал

## Внешние ссылки
- На Викискладе есть медиафайлы по теме Далем Агунг Падангтегал